# Kanton Königslutter
Der Kanton Königslutter bestand von 1807 bis 1813 im Distrikt Helmstedt im Departement der Oker im Königreich Westphalen und wurde durch das Königliche Decret vom 24. Dezember 1807 gebildet.

## Gemeinden
- Königslutter mit Oberlutter, Stift Königslutter und Amtsfreiheit
- Lelm mit Langeleben
- Süpplingen
- Süpplingsburg (Komturhof Deutscher Orden)
- Sunstedt mit Hagenhof
- Schickelsheim mit Rottorf
- Großen-Steimen
- Lauingen
- Bornum
- Scheppau mit Rothenkamp
- Rieseberg mit Boimsdorf
- Glentorf